# Атмосферно налягане
Атмосферното налягане е хидростатичното налягане, оказвано от атмосферата на всички намиращи се в нея предмети. Атмосферното налягане е съществена характеристика на състоянието на атмосферата, като във всяка точка от земната повърхност то се определя от теглото на въздуха над нея. Във височина атмосферното налягане намалява, като зависимостта му от надморската височина се изразява чрез барометричната формула, а самото то се измерва чрез барометър.

## Измерване
Международната единица за измерване на атмосферното налягане е паскал (означение: Pa), респ. хектопаскал (1 hPa = 100 Pa). Често използвана по-рано (извънсистемна) мерна единица е милиметър живачен стълб (mmHg), която се равнява на хидростатичното налягане, което оказва стълб живак с височина 1 mm. Атмосферното налягане на морското ниво е равно на 1 атмосфера (приблизително равно на 1 бар) и е равно приблизително на 760 mmHg, от където е въведено стандартното атмосферно налягане, прието за равно (точно) на 1013,25 hPa, или на (точно) 760 mmHg, откъдето следва определението на единицата милиметър живачен стълб (1 mmHg = 101 325/760 Pa ≈ 133,322 368 4 Pa).

## Същност
Въздухът, който ни заобикаля отвсякъде (т.е. земната атмосфера), има своя собствена маса. Тази маса оказва натиск върху земната повърхност, т.е. атмосферно налягане наричаме натиска, оказван от атмосферата върху единица земна повърхност.
Атмосферното налягане не е константна величина, което означава, че се променя постоянно. Това се дължи на непрекъснатото движение на въздушни маси, причинено от въртенето на Земята. Атмосферното налягане също зависи и от надморската височина, на която се измерва. Обикновено атмосферното налягане се понижава с увеличаване на надморската височина. Най-просто казано въздушното налягане е силата на въздушната маса, която натиска повърхността на Земята. Тъй като въздухът е навсякъде около нас, то този въздух ни натиска навсякъде, където и да се намираме. Близо до морското равнище има повече въздух над нас, отколкото ще има на връх Еверест. Следователно налягането на въздуха е по-високо в близост до морето и по-ниско на върха на планината. На височина 5000 m атмосферното налягане е равно приблизително на половината от налягането на морското равнище.

## Денонощен ход на атмосферното налягане
При спокойно (антициклонално) време за едно денонощие атмосферното налягане показва два максимума (в 10 и в 24 часа) и два минимума (в 4 и в 16 часа) местно време. Тези колебания са най-големи около екватора, а най-малки – около полюсите. В умерените ширини денонощните колебания на налягането се маскират от непериодичните му колебания и невинаги се проявяват.

## Годишен ход на атмосферното налягане
Годишният ход на атмосферното налягане има много по-голямо значение. Над континентите най-високо налягане се наблюдава през зимните месеци, а най-ниско – през летните. В планините е точно обратното: максимумът е през лятото, а минимумът – през зимата. Над океаните се наблюдават два максимума (летен и зимен) и два минимума (пролетен и есенен). Най-добре е изразен зимният максимум във вътрешността на континентите, на първо място в Азия. Това се дължи на създаването на т.нар. термични антициклони. Най-променлив е годишният ход на атмосферното налягане в умерените ширини. Там атмосферното налягане се определя главно от пътищата, честотата и интензивността на циклоните, които преминават периодично.

## Хоризонтално разпределение на атмосферното налягане
На земната повърхност атмосферното налягане се изменя от място на място и във времето. Особено важни непериодични изменения на налягането са свързани с възникването, развитието и разрушаването на бавно движещи се области с високо налягане – антициклони и относително бързото преместване на огромни вихри – циклони, в които господства ниско налягане. Най-високото и най-ниското атмосферно налягане, измерени досега на морското равнище, са 808,7 mmHg и 684,0 mmHg. Въпреки това, независимо от големите разлики, разпределението на средномесечните стойности на атмосферното налягане на повърхността на Земята всяка година е почти едно и също. Средногодишното налягане на екватора е ниско и има най-малки стойности около 10° с.ш. По-нататък, на север и юг, налягането се повишава и достига своя максимум около 30 – 35° северна и южна ширина. След това то отново се понижава, достига своя минимум около 60 – 65° северна и южна ширина, а към полюсите отново се повишава. На това широчинно разпределение на атмосферното налягане съществено влияние оказва времето през годината и разпределението на сушата и океаните. Над студените през зимата континенти възникват области на високо налягане, като по този начин широчинното разпределение се нарушава и се образуват области на високо и ниско налягане, които се наричат центрове на действие на атмосферата. Във височина хоризонталното разпределение на налягането става много елементарно и се приближава до широчинното. Започвайки от височина около 5000 m, атмосферното налягане по цялото земно кълбо се понижава от екватора към полюсите.

## История
Един от първите учени, открили съществуването на атмосферното налягане, е Еванджелиста Торичели (1608 – 1647). През XVII век той конструира първия живачен барометър – инструмент за измерване на атмосферното налягане.
Торичели взема стъклена тръба с дължина 1 m, запоена в единия край, напълва я с живак, плътно затваря другия край на стъклената тръба с пръст и я обръща, потапя края ѝ в чашка с живак и го отваря под живака. Част от живака изтича от тръбата, а в нея остава стълб с височина 760 mm.
Обяснението за това явление е, че атмосферата оказва налягане върху свободната повърхност на живака в чашката и не позволява на живака в тръбичката да се излее от нея под действието на общото хидростатично налягане върху откритата свободна повърхност в чашката. Ако атмосферното налягане се увеличи, то живакът ще се издигне в тръбата, ако намалее, то част от живака ще се излее от тръбата в чашката. Следователно атмосферното налягане винаги се уравновесява с хидростатичното налягане, което е теглото на живачния стълб в тръбичката. Така за измерител на атмосферното налягане се приема височината на живачния стълб и на практика се онагледява и измерва с тази височина, при точно стандартизирани размери за сечението на тръбата и повърхността на чашката.